# Jerzy II Hanowerski
Jerzy II, ang. George Augustus (ur. 10 listopada 1683 w Hanowerze, zm. 25 października 1760 w Londynie) – od 11 czerwca 1727 król Królestwa Wielkiej Brytanii z dynastii hanowerskiej. Był również elektorem Hanoweru (księstwa Brunszwiku-Lüneburga) i księciem Saksonii-Lauenburga.

## Dzieciństwo i młodość
Urodził się w pałacu Herrenhausen i był ostatnim królem brytyjskim urodzonym poza terytorium Wielkiej Brytanii. Act of Settlement z 1701 wyznaczał elektorów hanowerskich na następców brytyjskiego tronu po bezdzietnych Wilhelmie III i Annie Stuart. W 1702 książę Jerzy August został naturalizowany w Anglii. W 1706 został kawalerem Orderu Podwiązki. 9 listopada tego samego roku królowa mianowała go księciem Cambridge, hrabią Milford Heaven, wicehrabią Northallerton i baronem Tewkesbury.
W 1705 poślubił Karolinę z Ansbachu. Małżonkowie zachowywali się dość prowokacyjnie, Brytyjczyków drażniła lubieżność Jerzego i Karoliny. Często bez żenady rozmawiali oni o sprawach seksu, czym krępowali powściągliwszych polityków brytyjskich. W przeciwieństwie do ojca Jerzy nauczył się języka angielskiego, ale mówił nim z zauważalnym niemieckim akcentem, co stało się powodem kpin Brytyjczyków.
Królowa Anna zmarła w 1714 i ojciec Jerzego został królem Wielkiej Brytanii jako Jerzy I. Młodszy Jerzy natychmiast stał się księciem Kornwalii, księciem Rothesay i hrabią Carrick. 27 września 1714 ojciec nadał mu tytuły księcia Walii i hrabiego Chester. Podczas nieobecności ojca w Wielkiej Brytanii Jerzy zastępował go jako regent.

## Spór z ojcem
Stosunki między ojcem i synem były kiepskie, a konflikt między nimi narastał. W 1717 księżna Walii urodziła syna (Jerzy Wilhelm Hanowerski). Jego chrzest stał się widownią rodzinnej kłótni. Książę Jerzy chciał, aby ojcem chrzestnym dziecka był Thomas Pelham-Holles, książę Newcastle. Sprzeciwił się temu jednak król Jerzy I, który na ojca chrzestnego wyznaczył swojego młodszego brata, księcia Yorku i Albany. Kłótnia, jaka się wtedy rozpętała, zakończyła się aresztowaniem księcia Walii i wydaleniem go z St. James’s Palace. Zabroniono mu również uczestniczenia w oficjalnych ceremoniach.
Książę zaangażował się wówczas w działalność opozycyjną. Do swojej londyńskiej rezydencji, Leicester House, zapraszał najbardziej wpływowych polityków opozycji, takich jak Robert Walpole (który stał się później przyjacielem i powiernikiem księżnej Karoliny) oraz Charles Townshend, wicehrabia Townshend. W 1720 Robert Walpole doprowadził do pogodzenia króla Jerzego i księcia Walii oraz, po 3-letniej przerwie, powrócił na stanowiska ministerialne. Rok później, po krachu na giełdzie wywołanym spekulacjami Kompanii Mórz Południowych (tzw. South Sea Bubble), Walpole zwiększył znaczenie gabinetu w życiu politycznym Wielkiej Brytanii, praktycznie uniezależniając go od króla.

## Początek rządów
Jerzy II został królem po śmierci swojego ojca 11 czerwca 1727. Wkrótce popadł w konflikt ze swoim najstarszym synem, Fryderykiem Ludwikiem, księciem Walii, który zaczął zapraszać do swojej rezydencji polityków opozycji. Król Jerzy rozważał nawet zesłanie syna do kolonii, ale ostatecznie tego nie uczynił. 11 października został koronowany w opactwie westminsterskim. Popularny wówczas w Anglii kompozytor Georg Friedrich Händel, skomponował z tej okazji cztery hymny koronacyjne, z których jeden – Zadok the Priest, jest od tamtej pory wykonywany podczas każdego kolejnego nabożeństwa koronacyjnego.
Od początku swojego panowania Jerzy próbował usunąć z rządu Walpole’a, któremu nie mógł wybaczyć, że przyłączył się do jego ojca. Swoją mowę tronową polecił spisać Spencerowi Comptonowi, ten jednak poprosił o pomoc Walpole’a. Walpole i popierająca go królowa Karolina wykorzystali to do przedstawienia Comptona jako nieudacznika. Ostatecznie Jerzy pogodził się z Walpolem (pod wpływem żony), a premier powoli zjednywał sobie łaskę królewską, ustanawiając m.in. roczne uposażenie monarchy w wysokości 800 000 funtów. Walpole przekonał również niektórych polityków torysowskich do zaakceptowania sukcesji tronu ustalonej w Act of Settlement (wielu torysów wciąż przepijało toasty na cześć „króla za morzem”, jakobickiego pretendenta Jakuba III Stuarta). W podzięce król Jerzy mianował wielu parów ze stronnictwa Walpole’a, dając wigom przewagę w Izbie Lordów. Dopóki żyła królowa Karolina, pozycja Walpole’a pozostawała niezagrożona. Premier sprawował pełną kontrolę nad polityką wewnętrzną, na politykę zagraniczną pewien wpływ miał sam król. W 1729 Walpole nakłonił króla do podpisania pokoju z Hiszpanią.
W latach 30. doszło do kolejnego konfliktu króla z księciem Walii. Konflikt nasilił się po małżeństwie następcy tronu i doprowadził w 1737 do wydalenia z dworu księcia i jego rodziny. W tym samym roku zmarła królowa Karolina. Kiedy na łożu śmierci poprosiła męża, aby się ponownie ożenił, ten odpowiedział: Non, j’aurai des maitresses! („Nie, wezmę sobie kochankę!”). Jerzy miał już jednego nieślubnego syna (Johanna Ludwiga, hrabiego von Wallmoden-Gimborn), który pochodził ze związku z hanowerską szlachcianką i długoletnią kochanką monarchy, Amelią von Wallmoden, późniejszą hrabiną Yarmouth. Najsłynniejszą kochanką króla była Henrietta Howard, hrabina Suffolk.

## Wojny i rebelie
Po śmierci żony Jerzy przestał słuchać rad Walpole’a. W 1739, wbrew radom premiera, przystąpił do wojny przeciwko Hiszpanii (tzw. wojna o ucho Jenkinsa). W 1740 wojna angielsko-hiszpańska przekształciła się w konflikt ogólnoeuropejski na tle sukcesji austriackiej (wojna o sukcesję austriacką). Jerzy II stanął wówczas po stronie Marii Teresy w obronie sankcji pragmatycznej jej ojca z 1713. Przeciwko sobie miał koalicję złożoną m.in. z Hiszpanii, Francji i Prus.
W tym czasie dokonał się upadek Walpole’a, który był zbyt słaby, aby przeszkodzić Jerzemu w zaangażowaniu Wielkiej Brytanii w wojnę. Musiał również stawić czoła przeciwnikom we własnej partii, na czele których stał lord Carteret. Oskarżany o oszustwa wyborcze, Walpole w 1742 ustąpił ze stanowiska po 20 latach sprawowania władzy. Został zastąpiony przez lorda Wilmingtona. Wilmington był jednak tylko figurantem, a realna władza znalazła się w rękach Cartereta. Kiedy premier zmarł w 1743, jego funkcję objął Henry Pelham.

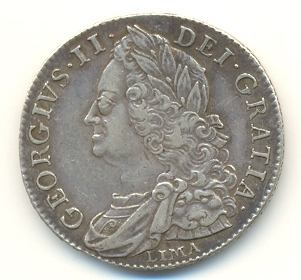
Pół korony z czasów Jerzego II

Król Jerzy II i lord Carteret popierali zaangażowanie się Wielkiej Brytanii w wojnę, ale z zupełnie innych powodów. Carteret uważał, że jeśli Maria Teresa nie obejmie austriackiego tronu, potęga Francji w Europie niebezpiecznie wzrośnie. Z kolei Jerzemu II chodziło przede wszystkim o zabezpieczenie Hanoweru od działań wojennych przy użyciu wojsk brytyjskich. Zarówno król, jak i minister entuzjastycznie wysyłali brytyjskie oddziały na kontynent, nie bacząc na to, że Brytyjczycy byli kompletnie do tej wojny nieprzygotowani. Ostatni raz brali udział w walkach na kontynencie 30 lat wcześniej, podczas wojny o sukcesję hiszpańską. Przez te 30 lat rząd przywiązywał małą wagę do należytego wyszkolenia i wyekwipowania żołnierzy.
Jerzy osobiście pojawił się na teatrze działań wojennych. 27 czerwca 1743 poprowadził swoje wojska podczas bitwy pod Dettingen, pokonując wojska francuskie, dowodzone przez księcia de Noailles. Jerzy był tym samym ostatnim brytyjskim monarchą, który brał udział w bitwie. Później dowodzenie armią brytyjską przejął młodszy syn króla, książę Cumberland. Wojna nie cieszyła się poparciem brytyjskiego społeczeństwa oraz niektórych polityków, którzy, tak jak William Pitt, uważali, że interesy Wielkiej Brytanii są poświęcane na ołtarzu interesów Hanoweru. Uwag Pitta król nigdy nie zapomniał i zawsze był mu nieprzychylny.
Za panowania Jerzego II ostatni raz głowę podnieśli jakobici. Syn obalonego w 1688 Jakuba II, Jakub Franciszek Edward Stuart, zwany też Jakubem III albo Starszym Pretendentem, dwukrotnie za czasów Jerzego I próbował odzyskać tron (w 1715 i 1719), dwukrotnie bezskutecznie. W 1745 jego najstarszy syn, książę Karol Edward Stuart, zwany Młodszym Pretendentem lub „Pięknym księciem Karolkiem” (Bonnie Prince Charlie), wywołał w Szkocji największe i najgroźniejsze z jakobickich powstań, znane jako Druga Wielka Rebelia lub Powstanie 45. roku.
2 sierpnia 1745 książę Karol wylądował w Szkocji. Jego entuzjazm, poszanowanie dla szkockich tradycji i rządy znienawidzonej dynastii hanowerskiej sprawiły, że do jego szeregów masowo napływali górale oraz jakobici z Nizin i Anglii. Powstańcy rychło zdobyli Edynburg i pokonali wojska angielskie pod Prestonpans. Następnie ruszyli na Newcastle. W Londynie zapanowała panika. Niesnaski w sztabie rebeliantów i nasilające się dezercje zmusiły jednak jakobitów do odwrotu. Przeciwko nim wyruszył sprowadzony z Europy książę Cumberland. 16 kwietnia 1746 doszło do decydującej bitwy na wrzosowiskach Culloden Moor. Armia jakobicka została rozbita, a Bonnie Prince Charlie uciekł do Francji. Była to już ostatnia jakobicka rebelia. Większość jakobitów uciekła za granicę albo padła ofiarą represji, jakie wprowadził w Szkocji książę Cumberland (otrzymał za to przydomek „rzeźnika z Cumberlandu”).
Trzy lata później, w 1748, dobiegła końca wojna o sukcesję austriacką, kończąc się po myśli Brytyjczyków. Trwająca równolegle angielsko-francuska wojna w koloniach (tzw. wojna króla Jerzego) nie doprowadziła do istotnych zmian w układzie sił. Cesarzowa Maria Teresa nie okazała jednak wdzięczności Brytyjczykom i rychło zawarła sojusz z Francją. Wówczas Wielka Brytania sprzymierzyła się z dotychczas jej wrogimi Prusami (tzw. odwrócenie przymierzy).

## Ostatnie lata życia
Przez resztę panowania Jerzy nie interesował się sprawami państwa. Były to czasy rewolucji przemysłowej, gwałtownego wzrostu ludności oraz początku brytyjskiej ekspansji w Indiach po zwycięstwie Roberta Clive’a pod Palasi w 1757.
W 1751 zmarł Fryderyk Ludwik, książę Walii. Jego najstarszy syn, książę Jerzy otrzymał natychmiast tytuł księcia Edynburga, a rychło został mianowany przez dziadka księciem Walii. Stosunki Jerzego z księżną-wdową Walii pozostały jednak napięte i tych dwoje nigdy się nie pogodziło.

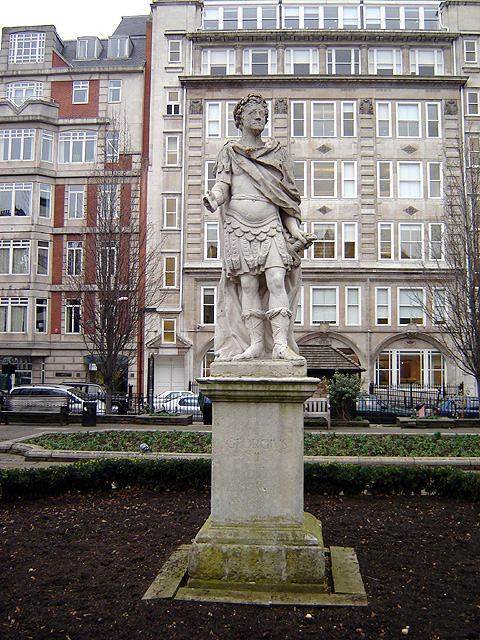
Pomnik króla Jerzego II na Golden Square w Londynie

W 1752 Wielka Brytania zmieniła swój kalendarz z juliańskiego na gregoriański. Reforma kalendarza pociągnęła za sobą ominięcie dni od 2 do 14 września. Dzień 1 stycznia został uznany za początek Nowego Roku (dotychczas Nowy Rok obchodzono 25 marca). Jednak jeszcze przez wiele lat Anglicy tradycyjnie obchodzili Nowy Rok według dawnej tradycji. Pomimo reformy rok fiskalny Wielkiej Brytanii nie uległ skróceniu i od tej pory rok podatkowy zaczyna się w Zjednoczonym Królestwie 6 kwietnia.
Premier rządu króla Jerzego, Henry Pelham, zmarł w 1754 i został zastąpiony przez swojego brata, księcia Newcastle, a w 1756 przez księcia Devonshire. Czołową rolę w tych dwóch gabinetach odgrywał nielubiany przez Jerzego William Pitt Starszy, który był sekretarzem stanu w gabinecie Devonshire’a. W 1757 król wyraził swoje niezadowolenie z przemówień Pitta i odwołał go ze stanowiska. Wkrótce jednak musiał powołać go z powrotem, a urząd premiera objął ponownie Newcastle.
Jako najważniejszy człowiek w drugim gabinecie Newcastle’a, Pitt był odpowiedzialny za działania Wielkiej Brytanii podczas wojny siedmioletniej. Król Jerzy, obawiając się, że koalicja Austrii, Francji i Rosji może zagrozić jego rodzinnemu Hanowerowi, zawarł sojusz z Prusami. Za sprawą Pitta zaangażowanie Wielkiej Brytanii na kontynencie ograniczało się do finansowego wspierania sojuszników. Główny nacisk położono na rozprawę z Francją w koloniach (tzw. wojna Francuzów i Indian), gdzie w 1759 r. generał James Wolfe pokonał Francuzów i zdobył Quebec, co oznaczało faktyczny koniec Nowej Francji. Opanowano również szereg francuskich kolonii na Karaibach i wyparto Francuzów z Indii.
Król zmarł nagle z powodu niewydolności aorty siedząc na ubikacji 25 października 1760. Został pochowany w opactwie westminsterskim. Tron objął jego wnuk, Jerzy III.

## Rodzina
22 sierpnia 1705 w Hanowerze, poślubił Karolinę von Brandenburg-Ansbach (1 marca 1683 – 20 listopada 1737), córkę Jana Fryderyka, margrabiego Brandenburg-Ansbach, oraz Eleonory, córki Jana Jerzego I, księcia saskiego na Eisenach. Jerzy i Karolina mieli razem trzech synów i pięć córek:
- Fryderyka Ludwika (1 lutego 1707 – 31 marca 1751), księcia Walii,
- Annę (2 listopada 1709 – 12 stycznia 1759), Princess Royal, żonę Wilhelma IV Orańskiego,
- Amelię Zofię (10 lipca 1711 – 31 października 1786),
- Karolinę Elżbietę (21 czerwca 1713 – 28 grudnia 1757),
- Jerzego Wilhelma (13 listopada 1717 – 17 lutego 1718),
- Wilhelma Augusta (26 kwietnia 1721 – 31 października 1765), księcia Cumberland,
- Marię (5 marca 1723 – 14 stycznia 1772), żonę Fryderyka II, landgrafa Hesji,
- Ludwikę (18 grudnia 1724 – 19 grudnia 1751), żona Fryderyka V, króla Danii i Norwegii.

|  |                                |  |  |  |  |  |  |  |  |  |  |  |  |
|  | Jerzy                          |  |  |  |  |  |  |  |  |  |  |  |  |
|  |                                |  |  |  |  |  |  |  |  |  |  |  |  |
|  |                                |  |  |  |  |  |  |  |  |  |  |  |  |
|  | Ernest August                  |  |  |  |  |  |  |  |  |  |  |  |  |
|  |                                |  |  |  |  |  |  |  |  |  |  |  |  |
|  |                                |  |  |  |  |  |  |  |  |  |  |  |  |
|  | Anna Eleonora Hessen-Darmstadt |  |  |  |  |  |  |  |  |  |  |  |  |
|  |                                |  |  |  |  |  |  |  |  |  |  |  |  |
|  |                                |  |  |  |  |  |  |  |  |  |  |  |  |
|  | Jerzy I Hanowerski             |  |  |  |  |  |  |  |  |  |  |  |  |
|  |                                |  |  |  |  |  |  |  |  |  |  |  |  |
|  |                                |  |  |  |  |  |  |  |  |  |  |  |  |
|  | Fryderyk V Wittelsbach         |  |  |  |  |  |  |  |  |  |  |  |  |
|  |                                |  |  |  |  |  |  |  |  |  |  |  |  |
|  |                                |  |  |  |  |  |  |  |  |  |  |  |  |
|  | Zofia Dorota Wittelsbach       |  |  |  |  |  |  |  |  |  |  |  |  |
|  |                                |  |  |  |  |  |  |  |  |  |  |  |  |
|  |                                |  |  |  |  |  |  |  |  |  |  |  |  |
|  | Elżbieta Stuart                |  |  |  |  |  |  |  |  |  |  |  |  |
|  |                                |  |  |  |  |  |  |  |  |  |  |  |  |
|  |                                |  |  |  |  |  |  |  |  |  |  |  |  |
|  | Jerzy II Hanowerski            |  |  |  |  |  |  |  |  |  |  |  |  |
|  |                                |  |  |  |  |  |  |  |  |  |  |  |  |
|  |                                |  |  |  |  |  |  |  |  |  |  |  |  |
|  | Jerzy                          |  |  |  |  |  |  |  |  |  |  |  |  |
|  |                                |  |  |  |  |  |  |  |  |  |  |  |  |
|  |                                |  |  |  |  |  |  |  |  |  |  |  |  |
|  | Jerzy Wilhelm                  |  |  |  |  |  |  |  |  |  |  |  |  |
|  |                                |  |  |  |  |  |  |  |  |  |  |  |  |
|  |                                |  |  |  |  |  |  |  |  |  |  |  |  |
|  | Anna Eleonora Hessen-Darmstadt |  |  |  |  |  |  |  |  |  |  |  |  |
|  |                                |  |  |  |  |  |  |  |  |  |  |  |  |
|  |                                |  |  |  |  |  |  |  |  |  |  |  |  |
|  | Zofia Dorota z Celle           |  |  |  |  |  |  |  |  |  |  |  |  |
|  |                                |  |  |  |  |  |  |  |  |  |  |  |  |
|  |                                |  |  |  |  |  |  |  |  |  |  |  |  |
|  |                                |  |  |  |  |  |  |  |  |  |  |  |  |
|  |                                |  |  |  |  |  |  |  |  |  |  |  |  |
|  |                                |  |  |  |  |  |  |  |  |  |  |  |  |
|  | Eleonora d’Olbreuse            |  |  |  |  |  |  |  |  |  |  |  |  |
|  |                                |  |  |  |  |  |  |  |  |  |  |  |  |
|  |                                |  |  |  |  |  |  |  |  |  |  |  |  |
|  |                                |  |  |  |  |  |  |  |  |  |  |  |  |
|  |                                |  |  |  |  |  |  |  |  |  |  |  |  |
|  |                                |  |  |  |  |  |  |  |  |  |  |  |  |